# سفیدتمشک
سِفیدتَمِشک (نام قدیمی: سفیدتَمیشه) یکی از روستاهای شهرستان رامسر استان مازندران ایران است. این روستا شمالی‌ترین نقطه استان مازندران از لحاظ مختصات جغرافیایی است.
این روستا در منتتهی‌الیه باختر استان مازندران و شهرستان رامسر در جادهٔ رامسر به چابکسر و در فاصلهٔ کمی از شهر چابکسر قرار گرفته.

## جغرافیا
پیرامون سفیدتمشک باریکه‌ای است جلگه‌ای که از شرق به اردوگاه‌های تربیتی رامسر، از غرب به رودخانه سورخانی، از جنوب به کوه و جنگل و از شمال به جاده اصلی گیلان و مازندران محدود است.
رود سفیدتمشک که بین چابکسر و رامسر جاری است، استان مازندران را از استان گیلان جدا می‌کند.
سفیدتمشک در نزدیکی کوه ایلمیلی واقع شده و غار گرگر لوکا در بلندی‌های این کوه از مکان‌های گردشگری منطقه است. دریاپشته، جنگ‌سرا و میان‌ده از روستاهای نزدیک به سفیدتمشک هستند.

## تاریخچه
در ۷۵۰ قمری که سید رکابزن کیای حسنی سخت‌سر (رامسر) را تختگاه خود قرار داد سفیدتمیشه سرحد غربی سخت‌سر شد.
در قدیم تنها راه ارتباطی ساحلی که به جاده شاه‌عباسی معروف بود از محل این روستا می‌گذشت و این جاده به خاطر وجود راهزنان که کوه ایلمیلی پناهگاهشان به‌شمار می‌آمد.
در اواخر قرن سیزدهم شمسی بانو مرجان پورشمسیان ملک سفید تمشک را از خانهای منطقه خریداری نمود و برای ایجاد آبادی و امنیت، سایرین را نیز در این منطقه سکنا داد. بعدها افرادی مثل حاج مراد (برادر بانو مرجان) و حاج غلامحسین پورشمسیان (پسر ارشد بانو مرجان) با ایجاد باغ‌های چای و مرکبات به‌آباد کردن منطقه و توسعه روستا کمک کردند.
امروزه طرح‌هایی مثل مجموعه گردشگری تله کابین رامسر در همین منطقه تأسیس شده‌است که گردشگران زیادی از سراسر ایران و حتی جهان از آن استفاده می‌کنند.